# Адіті
Адіті (санскритське буквально — «безмежна») — в давньоіндійській (ведичній) релігії богиня що уособлювала собою Всесвіт. Багаторазово згадується у Ріґведі. Вважалася матір'ю богів. Найважливіші ведичні божества, Варуна, Індра, Мітра, Савітар тощо, були її синами, а одним з їх імен було — «Адіт'ї» (діти Адіті).

## Сім'я
Адіті — дочка Дакша та Асікні (Панчаджані). Пурани, такі як Шива-пурана та Бхаґавата-Пурана, припускають, що Дакша одружив усіх своїх дочок з різними людьми, включаючи Адіті та 12 інших, з Каш'япа риші. Коли Каш'япа жив з Адіті та Діті в його ашрамі, він був дуже задоволений послугами Адіті й сказав їй попросити благо. Адіті молилася за одного ідеального сина. Відповідно народивя Індра. Пізніше Адіті народила інших, а саме Варуна, Парджанья, Мітра, Анш, Пушан, Датрі, Агні, Аріаман, Сур'я, Бхага та Вамана.